# Coprinus candidatus
Coprinus candidatus är en svampart som tillhör divisionen basidiesvampar, och som beskrevs av C.B. Uljé. Coprinus candidatus ingår i släktet Coprinus, och familjen Agaricaceae. Arten är reproducerande i Sverige.